# Station Leńcze
Leńcze is een spoorwegstation in de Poolse plaats Leńcze.